# Scipione Montalcini
Scipione Montalcini o Montalcino, spesso citato anche come Montalegre o Montalto (Crotone, XVI secolo – Isola, 1609) è stato un vescovo cattolico italiano.

## Biografia
Discendente dell'omonima famiglia nobile, Scipione Montalcini nacque in data imprecisata a Crotone, in omonima diocesi, nel XVI secolo. Figlio di Giovanni Tommaso e Ippolita Lucifero, ebbe altri tre fratelli, Valerio, Carlo e Giovanni Francesco Maria; Scipione però sarà l'unico dei fratelli ad avviarsi alla carriera ecclesiastica.
Il 4 luglio 1586 ricevette la nomina a vescovo coadiutore di Annibale Caracciolo, vescovo di Isola, e titolare di Callipoli da papa Sisto V.
Nel 1591 affiancò mons. Caracciolo durante il suo primo sinodo diocesano, tenutosi nel duomo di Isola; alla morte di Caracciolo, avvenuta nel 1605, Montalcini gli succederà alla guida della diocesi.
Nel 1606 Montalcini tenne un secondo sinodo diocesano.
Si spense a Isola nel 1609, dopo aver retto la diocesi per circa 4 anni.